# Bembrops gobioides
Bembrops gobioides är en fiskart som först beskrevs av Goode, 1880.  Bembrops gobioides ingår i släktet Bembrops och familjen Percophidae. Inga underarter finns listade.

## Bildgalleri

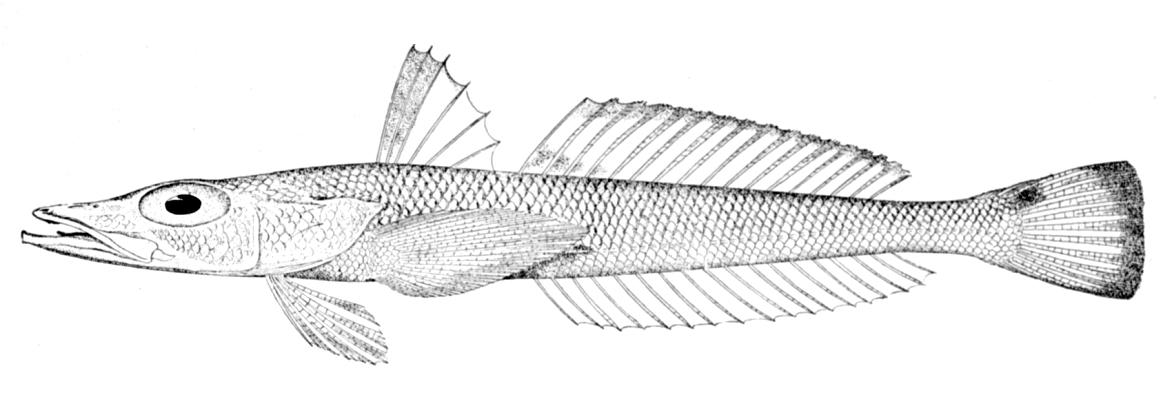